# VideoCore

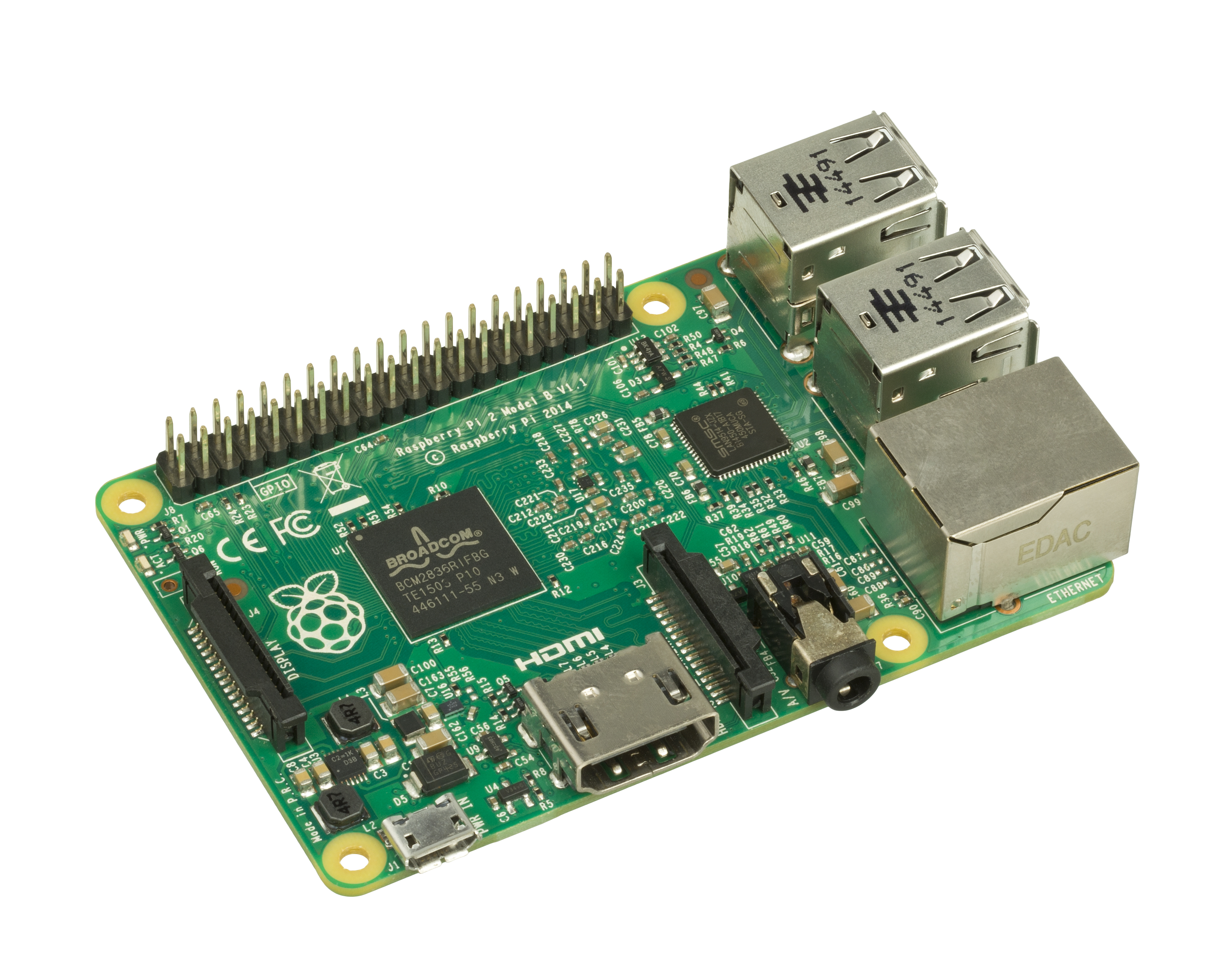
Một bộ xử lý Broadcom VideoCore chạy trên vi máy tính phổ biến Raspberry Pi.

VideoCore là một kiến trúc bộ xử lý đa phương tiện di động năng lượng thấp ban đầu được phát triển bởi Alphamosaic Ltd và hiện tại được sử hữu bởi Broadcom. Kiến trúc xử lý tín hiệu số hai chiều giúp nó đủ linh hoạt và hiệu quả trong việc giải mã (cũng như mã hóa) một số các codec trong phần mềm trong khi vẫn duy trì được việc sử dụng năng lượng thấp. Các nhân sở hữu trí tuệ bán dẫn (SIP core) đến nay chỉ có trên hệ thống trên một vi mạch (SoC) của Broadcom.

## Chi tiết kĩ thuật

### Bảng các hệ thống trên một vi mạch áp dụng khối VideoCore SIP
| SoC                                                                 | GPU               | GPU         | CPU             | CPU                   | CPU   | CPU         | Max display   | Utilizing devices |
| SoC                                                                 | Microarchitecture | Freq. (MHz) | Instruction set | Microarchitecture     | Cores | Freq. (MHz) | Max display   | Utilizing devices |
| ------------------------------------------------------------------- | ----------------- | ----------- | --------------- | --------------------- | ----- | ----------- | ------------- | --- |
| VC01                                                                | VideoCore 1       |             | None            | None                  | None  | None        | CIF           | Danh sách - Samsung SCH-V490, Samsung SCH-V420, Samsung SCH-V450, Samsung SCH-V4200, Samsung SCH-V540, Samsung SCH-X699,                                           |
| BCM2702 (VC02) Lưu trữ ngày 24 tháng 8 năm 2011 tại Wayback Machine | VideoCore 2       |             | None            | None                  | None  | None        | SD PAL/NTSC   | Danh sách - TCL D308, TCL D918, Samsung SPH-B3100, Samsung SPH-P730, Sandisk v-mate, BenQ S700, O2 X3, Nintendo Play-yan, Sagem MyMobileTV,                        |
| BCM2705 (VC05) Lưu trữ ngày 17 tháng 9 năm 2011 tại Wayback Machine | VideoCore 2       |             | None            | None                  | None  | None        | SD PAL/NTSC   | |
| BCM2091 Lưu trữ ngày 18 tháng 8 năm 2013 tại Wayback Machine        | VideoCore 4       |             | None            | None                  | None  | None        | Unspecified   | |
| BCM2722 Lưu trữ ngày 17 tháng 9 năm 2011 tại Wayback Machine        | VideoCore 2       |             | None            | None                  | None  | None        | SD PAL/NTSC   | Danh sách - Apple's 5th generation iPod |
| BCM2724 Lưu trữ ngày 17 tháng 9 năm 2011 tại Wayback Machine        | VideoCore 2       |             | None            | None                  | None  | None        | SD PAL/NTSC   | |
| BCM2727 Lưu trữ ngày 28 tháng 9 năm 2011 tại Wayback Machine        | VideoCore 3       |             | None            | None                  | None  | None        | HD 720p       | Danh sách - Nokia N8 |
| BCM11181 Lưu trữ ngày 19 tháng 5 năm 2012 tại Wayback Machine       | VideoCore 3       |             | None            | None                  | None  | None        | HD 720p       | |
| BCM2763                                                             | VideoCore 4       |             | None            | None                  | None  | None        | Full HD 1080p | Danh sách - Nokia 600, Nokia 700, Nokia 701, Nokia 603, Nokia 808                                                                                                  |
| BCM2820 Lưu trữ ngày 17 tháng 9 năm 2011 tại Wayback Machine        | VideoCore 4       |             | ARMv6           | ARM1176               | 1     | 600         | Full HD 1080p | |
| BCM2835 Lưu trữ ngày 16 tháng 4 năm 2015 tại Wayback Machine        | VideoCore 4       | 250         | ARMv6           | ARM1176               | 1     | 700         | Full HD 1080p | Danh sách - Raspberry Pi,Roku 2 XS |
| BCM2836                                                             | VideoCore 4       | 250         | ARMv7           | Cortex-A7             | 4     | 900         | Full HD 1080p | Raspberry Pi 2 |
| BCM2837                                                             | VideoCore 4       | 300         | ARMv8           | Cortex-A53            | 4     | 1200        | Full HD 1080p | Raspberry Pi 3 |
| BCM11182 Lưu trữ ngày 30 tháng 1 năm 2013 tại Wayback Machine       | VideoCore 4       |             | None            | None                  | None  | None        | Full HD 1080p | |
| BCM11311 Lưu trữ ngày 14 tháng 1 năm 2012 tại Wayback Machine       | VideoCore 4       |             | ARMv7           | Cortex-A9             | 2     |             | Full HD 1080p | |
| BCM21654 Lưu trữ ngày 4 tháng 5 năm 2014 tại Wayback Machine        | VideoCore 4       |             | ARMv7           | Cortex-A9 + Cortex-R4 | 1+1   |             | Full HD 1080p | Danh sách - Samsung Galaxy Fame(all variants GT-S6810/GT-S6810P/GT-S6812)                                                                                          |
| BCM21654G Lưu trữ ngày 4 tháng 5 năm 2014 tại Wayback Machine       | VideoCore 4       |             | ARMv7           | Cortex-A9             | 1     | up to 1000  | HD 720p       | |
| BCM21663 Lưu trữ ngày 18 tháng 8 năm 2013 tại Wayback Machine       | VideoCore 4       |             | ARMv7           | Cortex-A9             | 1     | up to 1200  | HD 720p       | |
| BCM21664 Lưu trữ ngày 9 tháng 9 năm 2013 tại Wayback Machine        | VideoCore 4       |             | ARMv7           | Cortex-A9             | 1     | up to 1000  | HD 720p       | |
| BCM21664T Lưu trữ ngày 9 tháng 9 năm 2013 tại Wayback Machine       | VideoCore 4       |             | ARMv7           | Cortex-A9             | 1     | up to 1200  | Full HD 1080p | Danh sách - Samsung Galaxy Ace Style, Samsung Galaxy Trend Plus (GT-S7580), Samsung Galaxy S Duos 2                                                                |
| BCM28150 Lưu trữ ngày 24 tháng 8 năm 2011 tại Wayback Machine       | VideoCore 4       |             | ARMv7           | Cortex-A9             | 2     |             | Full HD 1080p | Danh sách - Aimed at 3G baseband processing, powerful enough to run Android OS.                                                                                    |
| BCM21553                                                            | VideoCore 4       |             | ARMv6           | ARM11                 | 1     |             | Full HD 1080p | Danh sách - Samsung Galaxy Y Samsung Wave Y, Samsung Galaxy Mini (GT-S5570i), Samsung Galaxy Ace (models 5830i/c/m and 5839i), Vodafone Smart 2 (Alcatel TCT V860) |
| BCM28145/28155                                                      | VideoCore 4       |             | ARMv7           | Cortex-A9             | 2     | 1200        | Full HD 1080p | Danh sách - Samsung Galaxy SII Plus, Samsung Galaxy Grand, Samsung Galaxy Core Plus, Samsung Galaxy S Duos 2, Amazon Fire TV Stick                                 |
| BCM23550                                                            | VideoCore 4       |             | ARMv7           | Cortex-A7             | 4     | 1200        | Full HD 1080p | Danh sách - HTC Desire 601 Dual SIM, XOLO Opus-HD, Samsung Galaxy Grand Neo                                                                                        |
| SoC                                                                 | GPU               | GPU         | CPU             | CPU                   | CPU   | CPU         | Max display   | Utilizing devices |
| SoC                                                                 | Microarchitecture | Freq. (MHz) | Instruction set | Microarchitecture     | Cores | Freq. (MHz) | Max display   | Utilizing devices |

## Đối thủ cạnh tranh
Các chip đa phương tiện di động tương tự gồm Adreno, Texas Instruments OMAP, Nvidia Tegra, AllWinner A1X và Freescale i.MX. Cả bốn đều dựa trên kiến trúc ARM với mảng các đơn vị xử lý đồ họa.